# Polyrhachis sparaxes
Polyrhachis sparaxes é uma espécie de formiga do gênero Polyrhachis, pertencente à subfamília Formicinae.